# Adolphe Gérard
Pour les articles homonymes, voir Adolphe Gérard (bourgmestre) et Gérard.
 (janvier 2024).
Si vous disposez d'ouvrages ou d'articles de référence ou si vous connaissez des sites web de qualité traitant du thème abordé ici, merci de compléter l'article en donnant les références utiles à sa vérifiabilité et en les liant à la section « Notes et références ».
Adolphe François Gérard, né le 13 octobre 1844 à Alençon et mort le 7 octobre 1900 à Georgetown (Colorado), est un restaurateur français.

## Biographie
Entré au séminaire à l’âge de 15 ans, Adolphe Gérard s’enfuit 5 ans plus tard à Paris où il dilapide un héritage. Il part alors pour Londres avant de finir par s’installer à New York à l’âge de 22 ans. Il s’engage dans l’armée américaine et se dirige vers le Wyoming où il déserte peu après.
Adolphe Gérard change alors son nom en « Louis Dupuy » et part, en 1869, travailler du Colorado comme reporter au Rocky Mountain News dans les mines d’or et d’argent. La vie de mineur l’enthousiasme tellement qu’il décide de changer de métier. En 1873, alors qu’il travaille dans une mine au-dessus de Georgetown et de Silver Plume, il se casse une côte et une clavicule, et est blessé à l’œil gauche pendant une explosion au cours de laquelle il sauve un collègue.
Les habitants de Georgetown réussissent à rassembler assez d’argent pour lui permettre de louer l’ancienne boulangerie Delmonico. Au bout de quelques années, il réussit à l’acheter et la transforme alors en un hôtel-restaurant qu’il baptise « Hôtel de Paris ». Dès les années 1890, le bâtiment original est méconnaissable : il avait triplé de taille, contenait un grand nombre de chambres, un grand restaurant, une immense cuisine et son appartement personnel. Chaque chambre de l’« Hôtel de Paris » était équipée d’un lavabo et disposait de l’éclairage électrique ayant remplacé les lampes à gaz en 1893. Les dîners étaient servis dans de la porcelaine de Limoges et de la verrerie d’importation dans un restaurant aux tables garnies de nappes élégantes. Le menu proposait des filets de bœuf provenant du bétail élevé sur son ranch de North Park (proche de Kremmling, Colorado) et des aliments recherchés tels que des huîtres ou des anchois à l’huile d'olive importés de France.
Parlant aussi bien anglais, qu’allemand ou latin, Adolphe Gérard avait été un moment traducteur avant de rejoindre le Colorado. Il était de surcroît grand lecteur, s’intéressant non seulement à la littérature, mais également à la philosophie. Sa bibliothèque contenait des ouvrages en français, anglais, allemand et latin ainsi qu’une édition complète de l’Encyclopædia Britannica. En 1900, à l’âge de 56 ans, il attrape une pneumonie, à laquelle il succombe au bout de cinq semaines, laissant son hôtel à sa femme de chambre Sophie Gally, qui meurt quatre mois après lui.
La famille de Sophie Gally qui avait hérité de l’« Hôtel de Paris » le vend alors pour une fraction de son prix réel à la famille Burkholder qui le vend en 1954 à la National Society of Colonial Dames of America in Colorado qui l’a transformé en musée.